# Акілово (Сюмсинський район)
Акі́лово (рос. Акилово) — присілок у складі Сюмсинського району Удмуртії, Росія.
Населення — 188 осіб (2010; 214 в 2002).
Національний склад (2002):
- росіяни — 51 %
- удмурти — 49 %

## Урбаноніми[3]
- вулиці — Вишнева, Джерельна, Сонячна
- провулки — Березовий